# 브래드 페니
브래들리 웨인 페니 (Bradley Wayne Penny, 1978년 5월 24일 ~ )은 전 메이저 리그 베이스볼의 투수로 플로리다 및 마이애미 말린스, 로스앤젤레스 다저스, 보스턴 레드삭스, 샌프란시스코 자이언츠, 세인트루이스 카디널스, 디트로이트 타이거스와 활약하였으며, 일본 프로 야구의 후쿠오카 소프트뱅크 호크스에서도 활약하였다. 그는 2회의 올스타 선수(2006, 2007)이다.

## 어린 시절과 경력
오클라호마주 블랙웰에서 태어난 페니는 자신이 올스테이트 선발 선수이며 "올해의 프론티어 컨퍼런스 투수"로 선정된 브로큰애로 시니어 고등학교를 졸업하였다.
그는 1996년 메이저 리그 베이스볼 드래프트의 5회 라운드에서 애리조나 다이아몬드백스에 의하여 선발되고 그해 6월 4일 다이아몬드백스와 함께 계약을 맺었다.
그는 즉시 애리조나 여름 리그로 보내져 평균 자책점에서 4위를 하고 8월에 "이달의 애리조나 주의 결성적 투루"로 임명되었다. 1997년 사우스벤드 실버호크스와 경기에서 그는 25개의 출발들에서 2.73의 평균 자책점과 함께 10 승 5 패였다.
1998년 하이데저트 매버릭스와 함께 그는 28개의 출발에서 2.96의 평균 자책점과 14 승 5 패로 가고 베이스볼 아메리카의 첫 팀 마이너 리그 올스타, 올핸의 캘리포니아 리그 투수, 캘리포니아 리그의 MVP, 올해의 애리조나 다이아몬드백스의 마이너 리그 선수와 올해의 "A" 레블 선수로 임명되었다.
1999년 그는 다이아몬드백스 더블 A의 레블에서 엘파소 디아블로스와 함께 한해를 시작하여 자신이 아브람 누녜스와 블라디미르 누녜스와 함께 구원 투수 맷 만테이를 위한 교환에서 플로리다 말린스로 이적될 때 4.80의 평균 자책점과 2 승 7 패의 기록을 가졌다. 말린스는 그를 포틀랜드에서 자신들의 더블 A 팀으로 지정하였다. 페니는 8월 8일 말린스의 기구에서 자신의 첫 경기에 포틀랜드 역사상 첫 무안타 경기를 위하여 루이스 아로요와 합쳤다.

## 메이저 리그 경력

### 플로리다 말린스
좋은 봄 이후에 그는 2000년 말린스의 출발 선회를 이루었다. 그는 4월 7일 콜로라도 로키스를 상대로 자신의 첫 메이저 리그 출연과 출발을 만들었다. 페니는 7회를 투구하고 단 하나의 득점을 포기하여 말린스의 4 대 3 승리에서 자신의 첫 우승을 얻었다. 시즌의 말기에 그는 우승 퍼신티지에서 내셔널 리그의 루키들 중에 2위로 왔고, 우승에서 3위, 22개의 시작된 경기들에서 4위, 그리고 투구한 회들과 스트라이크아웃에서 둘다 6위를 하였다.
2001년 페니는 말리스를 위하여 205 회들을 투구하였다. 그는 31개의 출발에서 10 승 10 패로 끝냈다. 2002년 부상과 무효로 인하여 페니는 2001년에 3.69에서 2002년 24개의 출발에서만 4.66으로 이전 시즌에서 자신의 평균 자책점이 오른 것을 보았다.
페니는 로스앤젤레스 다저스로 이적되기 전에 21개의 시작들에서 3.15의 평균 자책점과 함께 8 승 8패로 2004년 시즌을 시작하였다.

### 로스앤젤레스 다저스

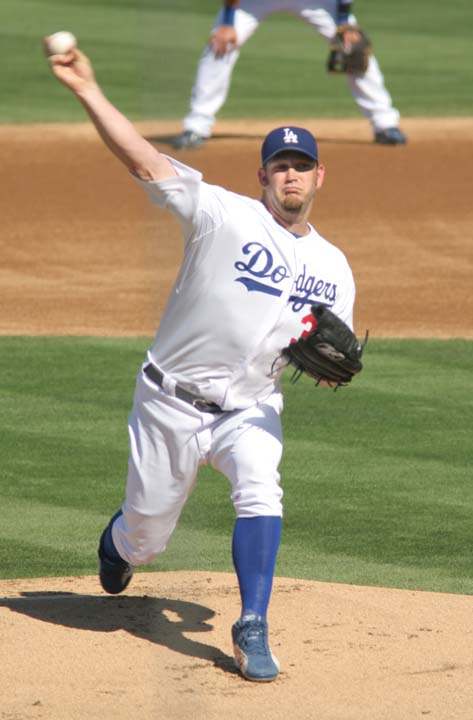
2008년 봄 훈련 중 로스앤젤레스 다저스를 위하여 투구하는 페니

2004년 7월 30일 페니는 최희섭과 투수 전망 빌 머피와 함께 기예르모 모타, 후안 엔카르난시온와 폴 로 두카를 위한 교환에서 다저스로 이적되었다. 하지만 다저스와 자신의 두번째 출발의 첫회에서 그는 심각한 팔의 부상을 겪어 장애자 명단에 올려졌다. 9월에 복귀한 그는 장애자 명단에서 처음으로 빠져나와 3회 이후에 다시 부상을 겪었다. 자신의의 부상으로부터 그의 회복 시간은 장애자 명단에 이듬의 시즌을 시작하는 원인을 가져왔으나 2005년 4월 24일 다저스에 재가입하여 견고한 시즌을 가지는 데 속행하였다.
6월 12일 페니는 보증된 2천 5백만 달러의 3년 계약 확장과 2009년 시즌을 위한 팀 선택에 계약을 맺었다.
2006년 메이저 리그 베이스볼 올스타 경기에서 페니는 휴스턴 애스트로스의 감독 필 가너에 의하여 내셔널 리그의 출발 투수로 임명되었다. 그는 블라디미르 게레로에게 1개의 홈런을 허용하고 첫회에서 스즈키 이치로, 데릭 지터와 데이비드 오티즈를 스트라이크아웃 시킨 2개의 회들을 투구하였다.
9월 23일 다이아몬드백스를 상대로 페니는 1회에서 4명의 타수들을 스트라이크아웃 시킨 투수들의 작은 클럽에 가입하였다. 잡히지 않은 3번째 스트라이크 규칙으로 인하여 페니는 채드 트레이시를 스트라이크아웃 시키면서 점수가 주어졌으나 포수 러셀 마틴이 깨끗하게 공을 잡는 것에 실패하여 트레이시는 1루에서 득점을 얻는 시도가 허용되어 자신이 내던져지기 전에 이루었다. 1회에서 이 득점들을 포기함에 불구하고 페니는 4개의 스트라이크아웃 회를 완료하는 데 3개의 더 많은 스트라이크아웃을 기록하였다.
그는 2006년 내셔널 리그 출발 선수들 전부의 가장 빠른 속구를 던져 1시간에 93.9 마일을 평균하였다.
시즌을 위하여 3.03의 평균 자책점과 함께 지속적으로 시즌을 통한 2007년으로 페니는 강한 출발을 가져 1966년 필 리건이 14 승 1 패로 간 이래 12 승 1 패의 기록과 함께 시작한 첫 다저스의 투수가 되었다. 페니는 2번째 연속적 해를 위하여 올스타 경기에 선발되었다. 5월 7일 자신의 이전 팀 플로리다 말린스를 상대로 경기에서 페니는 다저스가 6 대 1로 우승한 경력 사상 14개의 스트라이크아웃을 포함하여 그해에 몇몇의 추억적인 아웃을 가졌다. 또다른 추억적 상연은 샌디에이고 파드리스를 상대로 올스타 브레이크가 있기 전에 올스타 동료 선수 제이크 피비를 상대로 투수의 결투였다. 양투수가 5개의 안타에 얻은 득점을 포기한 7개의 회들로 가면서 매치는 비기면서 끝났다. 페니는 7개를, 피비는 6개를 스트라이크아웃 시켰다. 파드리스는 결국 12개의 회들에서 3 대 1로 경기를 우승하였다. 그는 또한 그해에 내셔널 리그 출발 선수들의 전부의 가장 빠른 속구를 던져 1시간에 93.4 마일을 평균하였다.
열중한 투수로 지내온 옆으로 페니는 다저스로 이적된 이래 좋은 타격 투구로 개발되었다. 2006년 그의 타구 평균은 .185였으나 시즌의 대부분을 위하여 .200의 위였고 페니가 12개의 부진을 위한 0에서 한해를 끝내기 전에 .240 만큼 높았다. 그는 2007년 .246점을 타구하였다. 페니는 또한 6개의 2루타, 7개의 타점과 매긴 7개의 득점을 가졌다.
2008년 시즌을 위하여 페니는 샌프란시스코 자이언츠를 상대로 오프닝 데이의 출발 선수로 선발되어 7개의 회들에서 그들을 닫았으나 그해의 총계에서 분투하여 6.27의 평균 자책점과 함께 6 승 9 패로 갔다. 9월에 장애자 명단으로부터 복귀한 후, 페니는 몇몇의 불펜의 외부에 출연을 하였으나 그 역할에서 분투하여 또 다시 장애자 명단에 돌아왔다. 시즌 이후에 다저스는 그의 선택의 해를 거절하고 페니를 자유 계약 선수로 만들었다.

### 보스턴 레드삭스

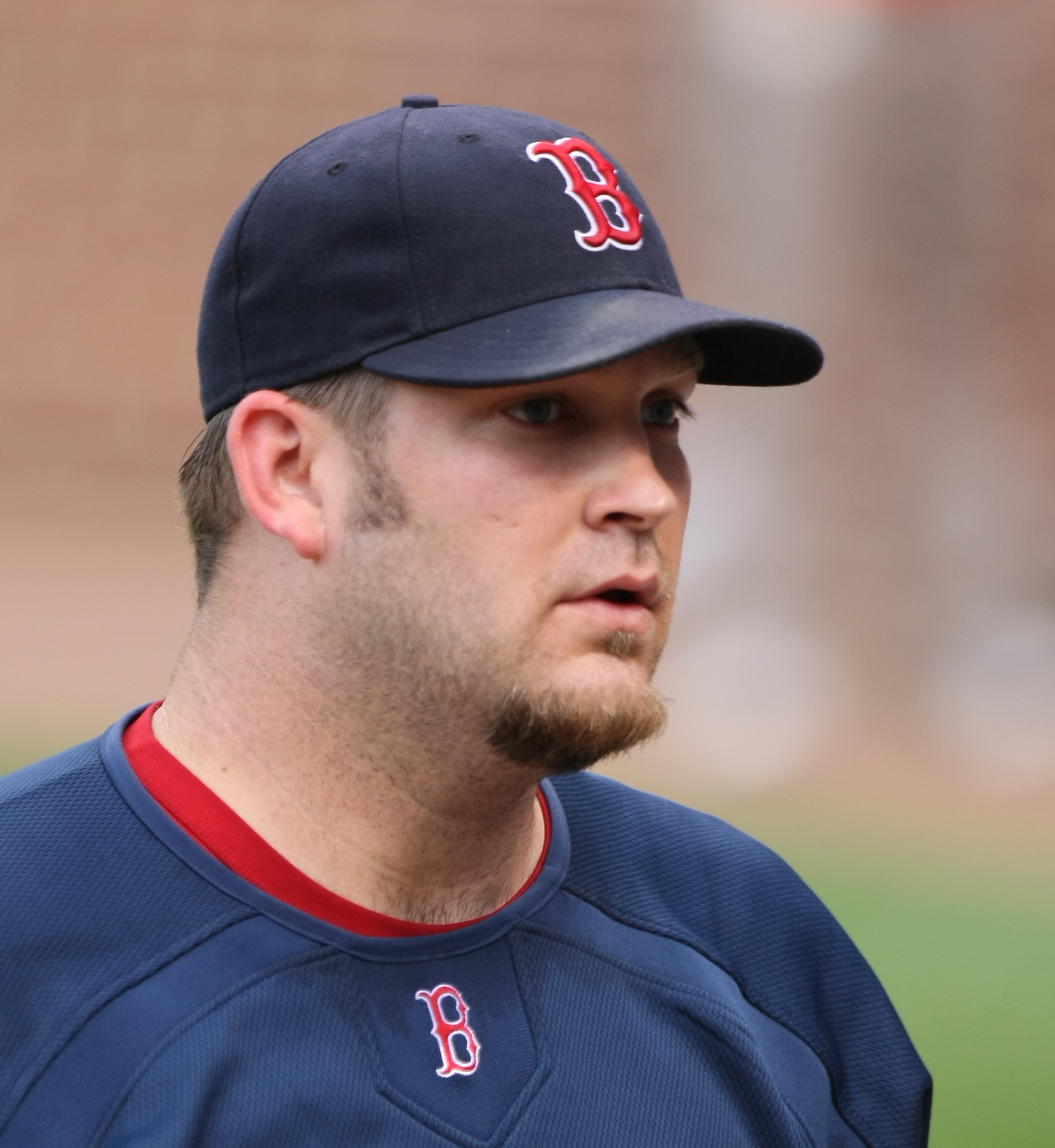
보스턴 레드삭스와 함께

2009년 1월 9일 페니는 5백만 달러의 기초 월급과 함께 보스턴 레드삭스와 1년 계약을 맺었다.
6월 17일 플로리다 말린스를 상대로 경기에서 자신의 100번째 경력 우승을 기록하였다. 우승은 펜웨이 파크에서 레드삭스의 500번째 연속적 매진에 왔다.
레드삭스와 자신의 마지막 5개의 출발들에 페니는 9.11의 평균 자책점과 함께 0 승 4 패였다. 라이벌 뉴욕 양키스를 상대로 비참한 시작 후에 장애자 명단에서 곧 나올 베테랑 너클볼 선수 팀 웨이크필드에 의하여 페니가 회전에 대체될 것이라고 8월 22일에 결정이 내려졌다. 8월 26일 웨이크필드의 시작이 있는 동안에 페니는 보험으로서 불펜에 놓였으나, 웨이크필드가 단 하나의 득점을 포기한 강한 7회의 효과를 던지면서 절대 필요하지 않았다. 웨이크필드가 건강한 시작에서 완료하면서 구원 투수 빌리 와그너가 등록부에 추가되고 페니는 구원 투수가 되는 것을 원하지 않자, 그날 밤에 레드삭스는 그를 내보내는 승인을 하였다. 자신의 레드삭스 활약 동안에 페니의 기록은 5.61의 평균 자책점과 함께 7 승 8 패였다.

### 샌프란시스코 자이언츠
2009년 8월 31일 페니는 공개 이적을 제거한 후 샌프란시스코 자이언츠와 계약을 맺었다. 자이언츠는 메이저 리그 베이스볼의 최소 월급 40만 달러의 할당된 나머지 만을 페니에게 냈다. 자신의 데뷔에 페니는 필라델피아 필리스에 4 대 0으로 우승한 경기에서 8개의 셧아웃 회들을 투구하였다. 페니는 내셔널 리그에서 자신의 과거 성공을 증명하여 자이언츠를 위한 6개의 출발들에서 4 승 1 패로 갔다. 그는 시즌 후에 자유 계약 선수가 되었다.

### 세인트루이스 카디널스
2009년 12월 10일 페니는 세인트루이스 카디널스와 함께 1년 계약으로 동의하였다. 2010년 5월 21일 페니는 로스앤젤레스 에인절스 오브 애너하임을 상대로 인터리그가 열리는 동안에 자신의 팀에게 8 대 4의 선두를 주는 데 자신의 첫 경력 만루 홈런을 쳤다. 근 부상과 함께 다음 회에 공을 끌어치고 우승을 거두지 않았다. 부상은 시즌의 나머지에 그를 장애자 명단에 놓은 전에 존재한 구부러진 근육의 악화였다.

### 디트로이트 타이거스

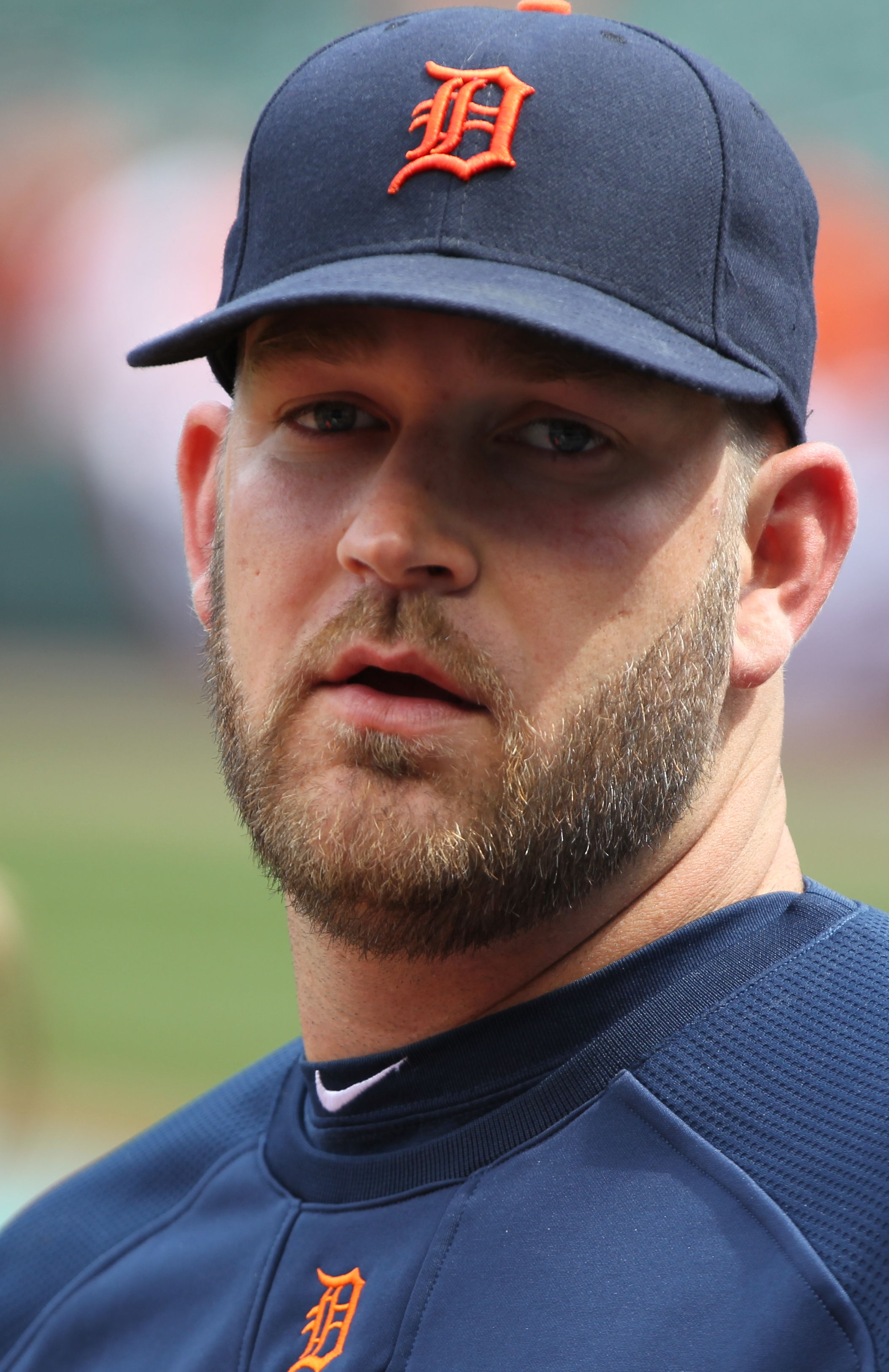
디트로이트 타이거스 시절의 페니

2011년 1월 18일 페니는 디트로이트 타이거스와 함께 1년의 3백만 달러 계약으로 맺어졌다. 타이거스 등록부에 추가되면서 페니는 과거의 동료 선수 말린스의 미겔 카브레라와 레드삭스의 빅토르 마르티네스와 다시 합쳤다.
페니는 저스틴 벌랜더의 뒤로, 그리고 맥스 셔저의 앞에서 팀의 2번째 출발 선수로서 타이거스와 시즌을 시작하였다. 3.24의 평균 자책점과 함께 5개의 출발들에서 자신이 3 승 1패로 간 5월을 제외하고, 페니는 수준 이하의 시즌의 첫 절반을 가져 4.50의 평균 자책점과 함께 6 승 6 패로 갔다. 그리고 7월에 더그 피스터의 획득과 함께 셔저의 성공에 추가로 페니는 4번의 장소로 옮겨졌다. 페니는 최악의 두번째 절반을 가져 올스타 브레이크 후에 6.53의 평균 자책점과 함께 5 승 5 패로 갔다.
타이거스가 공식 이후의 시즌으로 갈 때 그는 불펜에서 등록부에 추가되었다. 그는 텍사스 레인저스를 상대로 아메리칸 리그 챔피언십 시리즈의 6번째 경기에 나왔으며, 디비전과 챔피언십 시리즈 둘다에서 자신의 단 하나의 출연이고 5개의 득점을 포기하는 동안에 1.2회를 투구하였다. 타이거스는 레인저스를 월드 시리즈로 보낸 15 대 5의 경기를 패하였다.

### 후쿠오카 소프트뱅크 호크스
2012년 2월 5일 페니는 후쿠오카 소프트뱅크 호크스와 1년 3백만 달러의 계약에 동의되었다. 하지만 자신의 데뷔 경기에서 3과 절반의 회만에서 6개의 득점과 5개의 도루를 허용한 후, 그는 자신의 팔꿈치에 부상을 당했다고 주장하여 경기로부터 제외될 것에 요청하였다. 그는 즉시 장애자 명단에 보내져 2개의 자기공명영상 시험을 받았으나 결과들은 둘다 부정이었다. 페니는 1달 후인 5월 8일 자신의 계약으로부터 나왔다. 그는 "큰 실망"이었고 지방 신문은 계약을 맺은 페니가 "프랜차이즈 역사상 최악의 결정"이었다고 보고하였다.

### 자이언츠와 2번째 병역
2012년 5월 18일 페니는 샌프란시스코 자이언츠와 함께 마이너 리그 계약을 맺었다. 6월 30일 페니는 시즌의 자신의 첫 경기에서 신시내티 레즈를 향하였다. 그는 1명의 타자를 스트라이크아웃 시키는동안에 아무런 안타와 득점을 얻지 않으면서 2.1회로 갔다. 그는 22개의 경기들에 나오는 동안에 6.11의 평균 자책점과 함께 0 승 1 패로 시즌을 끝냈다.

### 캔자스시티 로열스
페니는 2014년 1월 16일 캔자스시티 로열스와 마이너 리그 계약을 맺었고, 3월 7일에 나왔다.

### 말린스와 2번째 병역
2014년 6월 18일 페니는 마이애미 말린스와 마이너 리그 계약에 동의하였다. 그는 8월 9일 레즈를 상대로 클럽과 함께 자신의 첫 출발을 만들었다.

### 시카고 화이트삭스
2014년 12월 16일 페니는 시카고 화이트삭스와 마이너 리그 계약을 맺었다. 2015년의 섞인 봄 훈련 이후에 그는 화이트삭스의 회전에서 위치를 우승하는 데 실패하고, 인터내셔널 리그에서 그들의 트리플 A 계열 팀 샬럿 나이츠와 함께 하였다. 그는 11월 6일 자유 계약 선수로 선출되었다.

### 은퇴
2015년 12월 17일 페니는 봄 훈련으로 초대를 포함한 토론토 블루제이스와 마이너 리그 계약을 맺었고, 이듬해 3월 18일 은퇴를 선언하였다.

## 개인 생활
2009년 10월 페니는 프로 댄서 카리나 스미르노프와 연애를 하여 2010년 10월에 약혼하였으나 12월에 끝나고 말았다.
페니는 이어서 전 오클라호마시티 선더의 댄서 케이시 쿡과 연애를 하였다. 그들은 2013년 1월에 약혼하여 8월 1일 하와이에서 결혼하였다.